# Brifont
Briffons és un municipi francès situat al departament del Puèi Domat i a la regió d'Alvèrnia-Roine-Alps. L'any 2007 tenia 315 habitants.

## Demografia

### Població
El 2007 la població de fet de Briffons era de 315 persones. Hi havia 121 famílies de les quals 38 eren unipersonals (19 homes vivint sols i 19 dones vivint soles), 38 parelles sense fills, 34 parelles amb fills i 11 famílies monoparentals amb fills.
La població ha evolucionat segons el següent gràfic:
Habitants censats

### Habitatges
El 2007 hi havia 198 habitatges, 131 eren l'habitatge principal de la família, 43 eren segones residències i 24 estaven desocupats. 184 eren cases i 13 eren apartaments. Dels 131 habitatges principals, 105 estaven ocupats pels seus propietaris, 19 estaven llogats i ocupats pels llogaters i 8 estaven cedits a títol gratuït; 1 tenia una cambra, 6 en tenien dues, 17 en tenien tres, 24 en tenien quatre i 84 en tenien cinc o més. 96 habitatges disposaven pel capbaix d'una plaça de pàrquing. A 63 habitatges hi havia un automòbil i a 53 n'hi havia dos o més.

### Piràmide de població
La piràmide de població per edats i sexe el 2009 era:
| Homes | Edats   | Dones |
| ----- | ------- | ----- |
| 0     | 95 o +  | 0     |
| 0     | 90 a 94 | 4     |
| 0     | 85 a 89 | 0     |
| 0     | 80 a 84 | 0     |
| 12    | 75 a 79 | 12    |
| 8     | 70 a 74 | 24    |
| 8     | 65 a 69 | 8     |
| 20    | 60 a 64 | 12    |
| 12    | 55 a 59 | 4     |
| 12    | 50 a 54 | 16    |
| 12    | 45 a 49 | 8     |
| 12    | 40 a 44 | 16    |
| 4     | 35 a 39 | 8     |
| 4     | 30 a 34 | 8     |
| 16    | 25 a 29 | 4     |
| 8     | 20 a 24 | 20    |
| 12    | 15 a 19 | 12    |
| 12    | 10 a 14 | 0     |
| 0     | 5 a 9   | 4     |
| 8     | 0 a 4   | 0     |

## Economia
El 2007 la població en edat de treballar era de 186 persones, 139 eren actives i 47 eren inactives. De les 139 persones actives 130 estaven ocupades (79 homes i 51 dones) i 9 estaven aturades (5 homes i 4 dones). De les 47 persones inactives 17 estaven jubilades, 14 estaven estudiant i 16 estaven classificades com a «altres inactius».

### Ingressos
El 2009 a Briffons hi havia 140 unitats fiscals que integraven 308 persones, la mediana anual d'ingressos fiscals per persona era de 12.813 €.

### Activitats econòmiques
Dels 5 establiments que hi havia el 2007, 2 eren d'empreses extractives, 2 d'empreses de construcció i 1 d'una empresa d'hostatgeria i restauració.
Dels 2 establiments de servei als particulars que hi havia el 2009, 1 era un electricista i 1 empresa de construcció.
L'any 2000 a Briffons hi havia 48 explotacions agrícoles que ocupaven un total de 2.193 hectàrees.

## Poblacions més properes
El següent diagrama mostra les poblacions més properes.